# Taizong Tang
Taizong Tang (n.  ?) anterior Prinț al Tărâmului Qin, nume lui personal era Li Shimin, era cel de-al doilea împărat al dinastiei Tang, care a domnit începând din 626 până în 649. În mod tradițional, este spus că era co-fondator al dinastiei pentru rolul său în ajutarea tatălui, Li Yuan (Gaozu Tang), să se lupte împotriva dinastiei Sui la Jinyang în 617.  
Taizong a fost considerat unul dintre cei mai mari împărați din China, iar de atunci încolo, domnia sa devenise considerată modelul exemplu în funcție prin care au fost comparați toți urmatorii împărați. Ca extindere, aceasta avea majoritatea teritoriilor deținute anterior de dinastia Han, precum chiar și părți din Coreea, Vietnam, Rusia, Mongolia, Xinjiang și Asia Centrală.

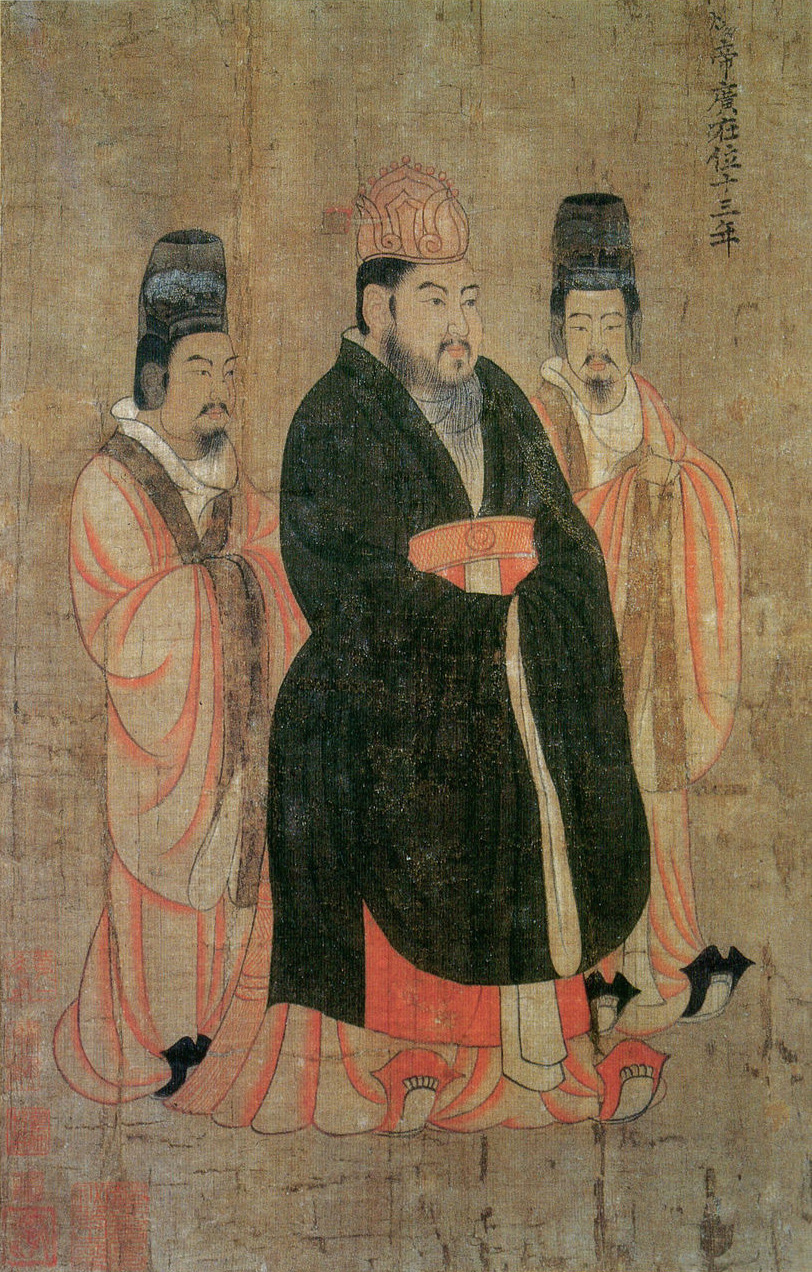
Yang din Sui. Persoana cu care s-a luptat tatal

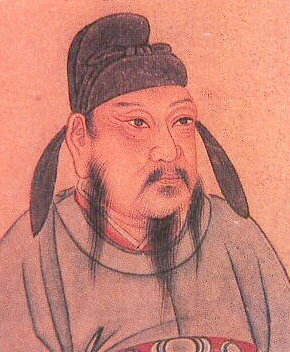
Tatal lui Taizu.

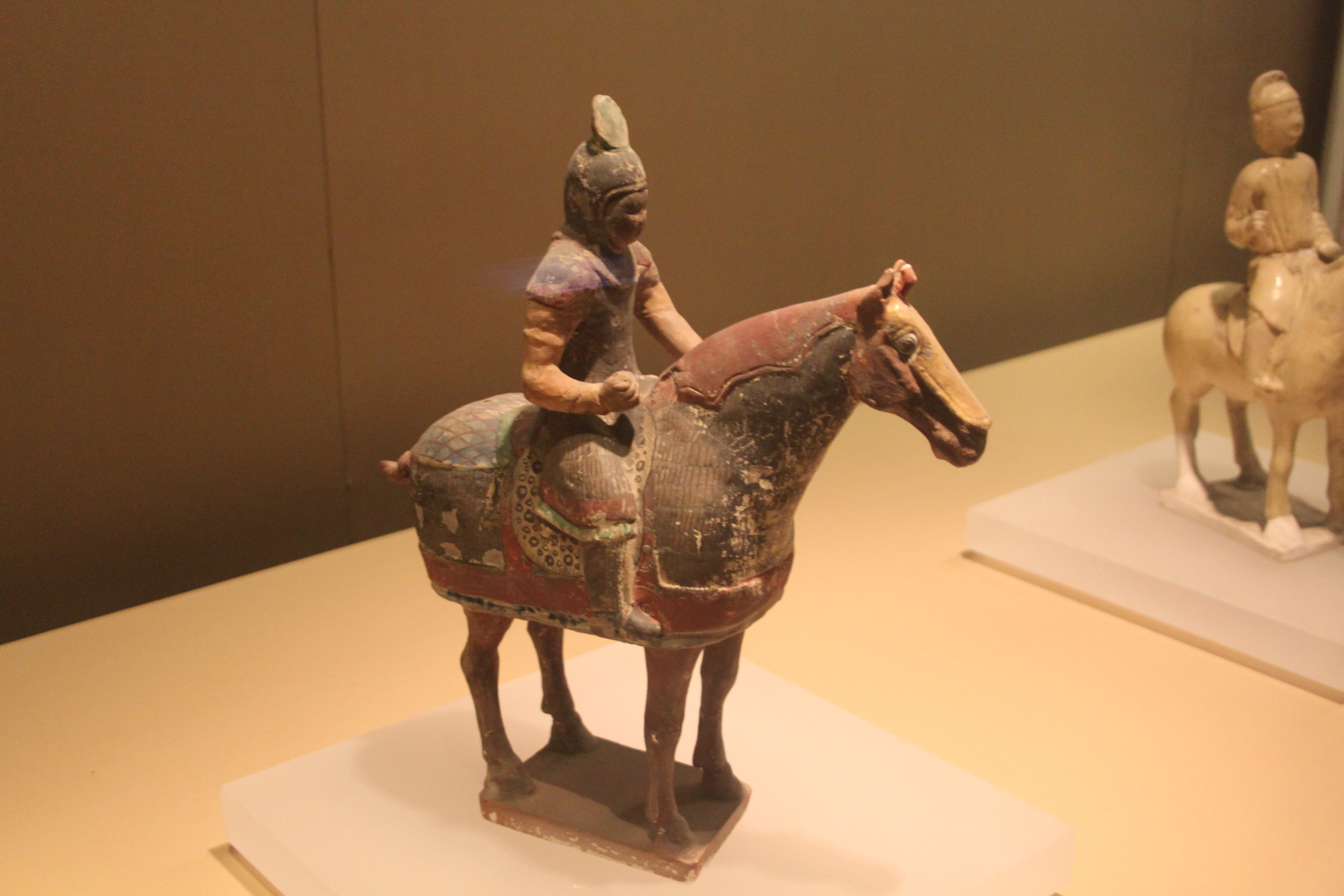
cal om cu armura

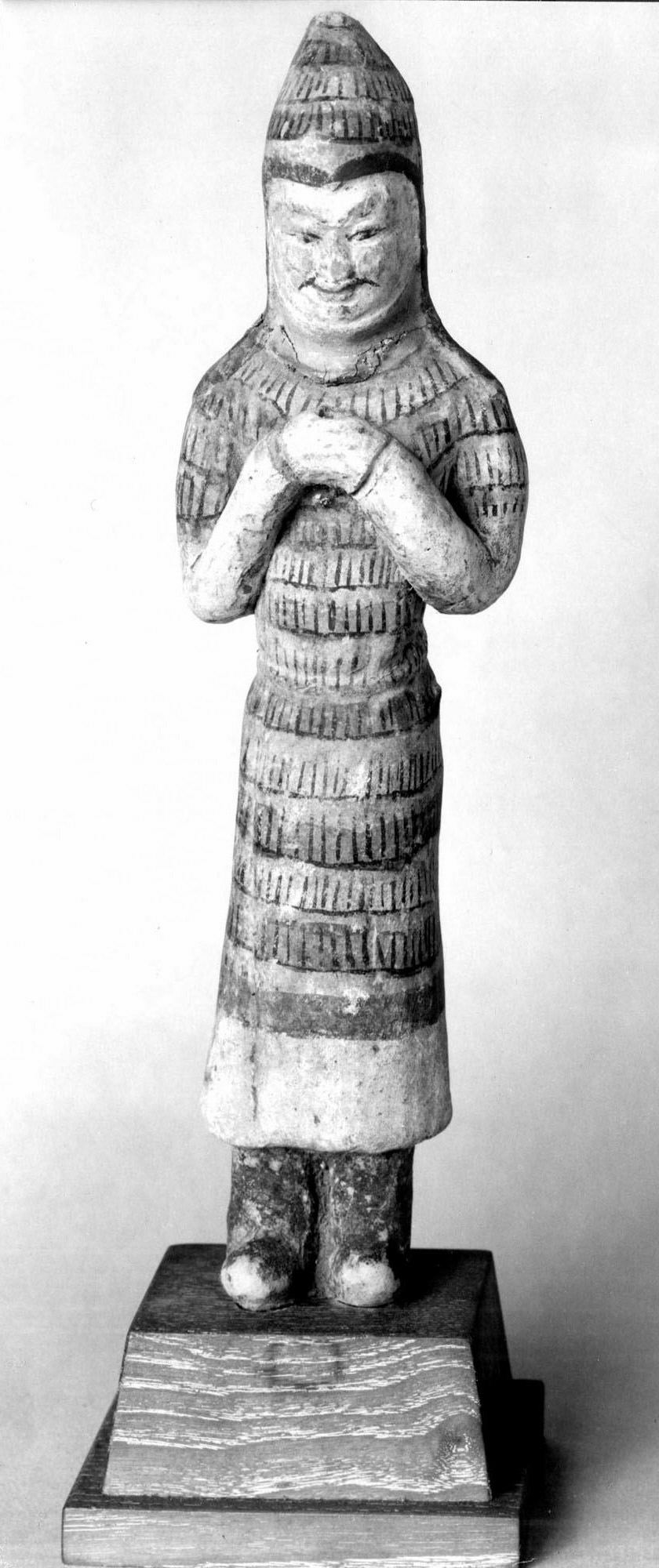
monument de soldat figurina.

1. ↑  His status as co-founder on par with Gaozu appeared certain by the time of the Southern Tang, which claimed inheritance of Tang heritage; its founding emperor Emperor Liezu (Li Bian) recognized that status by treating Emperors Gaozu and Taizong, as well as his adoptive father Xu Wen, all as founders of his state.[1]

1. ↑  Zizhi Tongjian, vol. 282.